# Club Balonmano Caserío Ciudad Real/Statistik
Dies ist ein Unterartikel zu Club Balonmano Caserío Ciudad Real und enthält Statistiken und Kader zu diesem spanischen Handballverein.

## Spielzeiten

### 2025/2026
Die Mannschaft spielt in der im Sommer 2025 beginnenden Saison 2025/2026 erstmals in der División de Honor (1. Liga).
Team:
- Tor: Santiago Agustin Giovanola, Fernando Romero Rodríguez
- Außen: Sergio López García,[2] Franco Mendive, Francísco José Ruíz Cabrera, Daniel Palomeque Juarez, Adrián Trancón Avila, Sergio Casares Mingo
- Rückraum: Javier Domingo Asensi, Juan Federico Gull Querin, Pablo Emanuel Minguez, Carlos Ocaña Matas, Sergi Mach Eijo,[3] Víctor Morales Berlanga, Ángel Pérez de Inestrosa, David Fernández, Alonso Moreno Guirao,[4]
- Kreis: Sergio Sánchez Vidán, Juan Manuel Lumbreras Ruíz, Jorge Romanillos Calvo, José Andrés Torres
- Trainer: Santiago Urdiales
- Zugänge: Sergi Mach Eijo (BM Ciudad Encantada),[5] Pablo Emanuel Minguez (Eppan Handball Löwen),[6] David Fernández (FC Porto), Juan Federico Gull Querin (BM Proin Triana),[7] Sergio López García (BM Ciudad Encantada), Javier Domingo Asensi (BM Burgos),[8] Alonso Moreno Guirao (Helvetia Anaitasuna),[9] Sergio Sánchez Vidán (BM Alarcos), Franco Mendive (Ferro Carril Oeste),[10]
- Abgänge: Marcos Fis (Fraikin BM Granollers), Alejandro Díaz Montero (Atlético Valladolid), Pablo Manuel Campanario Pérez (?), Augusto Moreno de la Santa Jiménez (Eón Alicante), Santiago Alejo Cánepa (Ibiza), Ognjen Radojičić, Antonio Alegre Llopis, Jorge Filipe Fernandes Monteiro da Silva. Óscar Ruíz García

### 2024/2025
Die Saison 2024/2025 spielte der Verein unter dem Sponsorennamen ID Energy Caserío in der División de Honor Plata (2. Liga). Das Team belegte den 2. Platz mit 46 Punkten aus 22 Siegen, zwei Unentschieden und sechs Niederlagen bei einem Torverhältnis von 895:808 (+ 87). In einer in Ciudad Real ausgetragenen K.O.-Runde um den zweiten Aufstiegsplatz traten die Teams auf den Plätzen 2 bis 5 (ID Energy Caserío, Fertiberia Puerto Sagunto, UBU San Pablo Burgos und Blendio Sinfín Santander) an. ID Energy Caserío gewann diese Aufstiegsrunde und war damit der zweite Aufsteiger.
In der Copa del Rey war die Mannschaft in der 2. Runde gegen den Erstligisten Frigoríficos del Morrazo ausgeschieden.
Team:
- Tor: Santiago Agustin Giovanola, Fernando Romero Rodríguez, Óscar Ruíz García
- Außen: Francísco José Ruíz Cabrera, Daniel Palomeque Juarez, Adrián Trancón Avila, Antonio Alegre Llopis, Sergio Casares Mingo, Alejandro Díaz Montero
- Rückraum: Ognjen Radojičić, Pablo Manuel Campanario Pérez, Marcos Fis, Augusto Moreno de la Santa Jiménez, Víctor Morales Berlanga, Santiago Alejo Cánepa, Ángel Pérez de Inestrosa, Carlos Ocaña Matas, Jorge Filipe Fernandes Monteiro da Silva
- Kreis: Juan Manuel Lumbreras Ruíz, Jorge Romanillos Calvo, José Andrés Torres
- Trainer: Santiago Urdiales
- Zugänge: Marcos Fis (Alarcos Ciudad Real), Alejandro Díaz Montero (ab November 2024, Ademar León)